# 司马
司马，指中国古代的一个官职名称，在不同的朝代有不同的职权。

## 中央官名
西周始置，位次三公，与六卿相当，与司徒、司空、司士、司寇并称五官，掌军政和军赋，春秋、战国沿置。楚國設置「令尹」與「大司馬」二職，皆有權領兵，如《左傳》：「司馬將中軍，令尹將左軍，右尹子辛將右軍。」等。究竟由什麼職務統軍，端看實際需要而定，並不是很嚴格的規範。汉武帝时置大司马，作为大将军的加号，后亦加于骠骑将军，東漢单独设置，皆开府。隋唐以后为兵部尚书的别称。

## 军官名
東周戰國時期，各軍之下亦設有司馬，地位不如各軍主帥與軍佐，領的是大夫銜，《尉繚子》：「令百人一卒，千人一司馬，萬人一將，以少誅眾，以弱誅強。」可見司馬之職位在將軍之下。汉武帝定制，司馬，主武也，掌管軍事之職。大将军所属军队分为五部，各置司马一人领之。魏晋南北朝，诸将军开府，府置司马一人，地位僅次於将军，掌本府軍事，相当于后世的参谋长。
司馬昭即以山涛为行军司马，胡三省注稱：“行军司马之号始此。”。
宋制，司馬銅印墨綬，絳朝服，武冠。至隋時廢州府之任，不置司馬，改置治中。

## 地方官名
唐朝，州设司马，作为刺史的佐官，实际无职掌，多用于处置贬官；著名詩人白居易即曾因得罪权贵，被貶為江州（今江西省九江市）司馬，並在元和十一年寫下《琵琶行》這篇千古名作，其诗云：“同是天涯沦落人，相逢何必曾相识”、“坐中泣下谁最多？江州司马青衫湿”。明清士大夫雅稱同知為司馬。

## 相關
- 鴡鳩氏
- 二王八司马
- 司馬門